# Bernardo Mundina
Bernardo Mundina y Milallave fue un pintor e historiador español del siglo XIX.

## Biografía
Nació en la localidad castellonense de Onda, según la fuente el 28 de octubre de 1839 o en 1827. Venciendo en él la afición a las artes, abandonó el oficio de tintorero que había empezado, por ser el de su padre, y se matriculó en las clases de la Academia de San Carlos de Valencia en 1855. Terminados sus estudios, fue nombrado ayudante de dicha academia en 1861, subsistiendo en aquella plaza hasta 1867, en que fue nombrado profesor de dibujo de la casa de Beneficencia de Castellón, cuyo cargo no llegó a desempeñar.
El 20 de marzo de 1868 fue nombrado profesor auxiliar de la clase de dibujo del Instituto de Castellón. Entre sus obras Ossorio y Bernard le atribuye Una gitana diciendo la buenaventura, La Virgen contemplando al Niño de Dios dormido y Una librería, que figuraron en la Exposición regional de Valencia, juntamente con un abanico en cuya tela había reproducido El pasmo de Sicilia; La degollación de San Juan Bautista, con figuras del tamaño natural, para el altar mayor de la iglesia de Artana; una Divina Pastora para Artesa; La Trinidad y Nuestra Señora del Carmen para Alcora; La Anunciación para la iglesia mayor de Hellín; La última cena, El Salvador, San Antonio Abad y Una custodia para su pueblo natal; un cuadro alegórico a la revolución de 1868 dedicado a la Diputación provincial de Castellón pocos días después del pronunciamiento; un retrato de la Reina Doña Isabel II para las Casas Consistoriales de Puch; un Salvador para el tabernáculo de la iglesia de Ribesalbes; La Asunción de Nuestra Señora para Sueca; una Trinidad para Vall de Uxó; Una custodia, La aurora y Una Concepción para Villarreal; San Antonio Abad y San Roque para Vistabella. También habría sido autor de un gran número de fruteros y bodegones, de los que poseía uno el marqués de Vivel.
Fue autor de una Historia, geografía y estadística de la provincia de Castellón.
Habría fallecido en 1903.